# Corporació de dret públic
Una corporació de dret públic és una figura de l'àmbit del dret administratiu que defineix la personalitat jurídica d'entitats associatives que, representant els interessos de certs sectors socials, desenvolupen funcions públiques d'ordenació de dit sector. Les corporacions de dret públic estan emmarcades dins l'administració institucional.
A diferència de les corporacions amb propòsits comercials o sense ànim de lucre, constituïdes lliurement a l'empara pel dret de Societats, les corporacions de dret públic només poden constituir-se al dictat d'una determinada Llei que determini la seva finalitat, estructura i funcionament. Llei que els sol encomanar determinades funcions públiques d'ordre administratiu, o atribuir-ne per delegació expressa de l'administració pública. Circumstància per la qual estan sotmeses al dret administratiu, i tanmateix, al estar constituïdes per a representar i defensar els interessos, econòmics o professionals, dels seus membres, ho estan també al dret privat.
Les seves activitats es regulen per les Ordenances i Reglaments propis de cada institució. Se sostenen econòmicament amb les aportacions, quotes i derrames dels seus membres. I l'administració pública corresponent a l'activitat que regulen n'exerceix la seva tutela. La pertinença a aquestes corporacions és obligatòria per a totes les persones que pretenguin exercir els drets regulats per les mateixes, essent necessari el compliment de determinades condicions relacionades amb els fins corporatius en un àmbit territorial determinat:
- Estar en possessió d'un títol professional i voler exercir-lo en una província o regió. (Col·legis Professionals),[3]
- Disposar d'un comerç o indústria en una ciutat, comarca o província (Cambres de Comerç, Indústria i Navegació),[4]
- Tenir una nau de pesca en un determinat port pesquer (Confraries de pescadors),[5]
- Ser propietari d'una finca en una zona amb concessió d'aigües públiques per al reg (Comunitats de regants),[6] etc.